# Oxyrrhynchium swartzii
Oxyrrhynchium swartzii (Synonym Eurhynchium swartzii), im Deutschen auch „Winziges Schönschnabelmoos“ genannt, ist ein Laubmoos, das dem  Kleinen Schönschnabelmoos (Oxyrrhynchium hians) ähnelt. Jedoch kann es durch die breiteren Laminazellen (6 bis 9 µm breit), der längeren meist bis in die Blattspitze reichenden Rippe und den anderen Standortansprüchen (es besiedelt Gestein und Holz in Wäldern, oder ist auf feuchteren Wiesen, auch auf Kalk-Wiesen zu finden) zu unterscheiden. Es ist nur wenig glänzend. Seine Blätter sind 1 bis 1,5 mm lang, nicht herablaufend. Der Blattrand ist bis zur Basis gesägt.

## Systematik
|  | Dieser Artikel wurde aufgrund von formalen oder inhaltlichen Mängeln in der Qualitätssicherung Biologie im Abschnitt „Systematik“ zur Verbesserung eingetragen. Dies geschieht, um die Qualität der Biologie-Artikel auf ein akzeptables Niveau zu bringen. Bitte hilf mit, diesen Artikel zu verbessern! Artikel, die nicht signifikant verbessert werden, können gegebenenfalls gelöscht werden. Lies dazu auch die näheren Informationen in den Mindestanforderungen an Biologie-Artikel. Begründung: Die Formulierung 'gegenwärtig' von 2007 ist zu schwammig. Seit wann gibt es die Diskussion, ob O.s. eine eigenständige Art ist oder nicht? Wie ist der Stand der Forschung im Jahr 2021? |

Oxyrrhynchium swartzii wird gegenwärtig meist nicht mehr als eigenständige Art anerkannt, sondern Oxyrrhynchium hians zugeordnet.